# Арнобій Афр
Арнобій Афр (? — 330 р. н. е.) — християнський латинський письменник часів імператора Діоклетіана.

## Життєпис
Народився у м. Сікка (сучасний Ель—Кеф, Туніс) у провінції Нумідія. Замолоду був ритором й запеклим ворогом християн, проте у 300 році привернувся до цієї віри. Втім єпископ Сікки не повірив у щирі наміри Арнобія. Тому для підтвердження своєї віри та прихильності до християнства Арнобій у 303 році написав працю «Про поган» у 7 книгах. У ній автор спростовує звинувачення поган проти християнства, втім водночас додає до християнства платонічні та гностичні ідеї. Цінність книги Арнобія полягає в тому, що вона містить багато фактичного матеріалу для вивчення християнської церкви часів її початку. Після цього брав активну участь у діяльності християнської церкви Африки, був вчителем Лактанція.
Ймовірно, один з його нащадків був Арнобій Молодший, також християнський письменник, полеміст. За іншою версією вони лише тезки.